# Papieska elekcja 1185
Papieska elekcja 25 listopada 1185 – papieska elekcja, która odbyła się po śmierci Lucjusza III i zakończyła wyborem Uberto Crivelliego, który przybrał imię Urban III.

## Lista uczestników
Sędziwy papież Lucjusz III zmarł 25 listopada 1185 roku w Weronie. Prawdopodobnie Święte Kolegium liczyło wówczas 26 kardynałów, z czego 18 było obecnych przy śmierci Lucjusza III i wyborze jego następcy:
- Konrad von Wittelsbach CanReg (nominacja kardynalska: 18 grudnia 1165) – kardynał biskup Sabiny; prymas Świętego Kolegium Kardynałów; arcybiskup Moguncji i arcykanclerz Niemiec
- Teodino de Arrone (18 grudnia 1165) – kardynał biskup Porto e Santa Rufina
- Henri de Marsiac OCist (marzec 1179) – kardynał biskup Albano
- Thibaud de Vermandois OSBCluny (1184) – kardynał biskup Ostia e Velletri
- Alberto di Morra OPraem (22 grudnia 1156) – kardynał prezbiter S. Lorenzo in Lucina; protoprezbiter Świętego Kolegium Kardynałów; kanclerz Świętego Kościoła Rzymskiego
- Giovanni Conti da Anagni (20 grudnia 1158) – kardynał prezbiter S. Marco
- Laborans de Panormo (22 września 1173) – kardynał prezbiter S. Maria in Trastevere
- Uberto Crivelli (18 grudnia 1182) – kardynał prezbiter S. Lorenzo in Damaso; arcybiskup Mediolanu
- Pandolfo Roberti CanReg (18 grudnia 1182) – kardynał prezbiter Ss. XII Apostoli; kanonik kapituły w Lukce
- Albino CanReg (18 grudnia 1182) – kardynał prezbiter S. Croce in Gerusalemme
- Melior OSBVall (16 marca 1185) – kardynał prezbiter Ss. Giovanni e Paolo; kamerling Świętego Kościoła Rzymskiego
- Adelardo Cattaneo (16 marca 1185) – kardynał prezbiter S. Marcello
- Ardicio Rivoltella (22 grudnia 1156) – kardynał diakon S. Teodoro; prałat kolegiaty w Piadenie
- Graziano da Pisa (23 września 1178) – kardynał diakon Ss. Cosma e Damiano
- Soffredo CanReg (18 grudnia 1182) – kardynał diakon S. Maria in Via Lata
- Pietro Diana (16 marca 1185) – kardynał-diakon S. Nicola in Carcere Tulliano; prepozyt kolegiaty S. Antonino w Piacenzy
- Radulf Nigellus (16 marca 1185) – kardynał diakon S. Giorgio in Velabro
- Rolando (16 marca 1185) – kardynał diakon S. Maria in Portico

Dziesięciu elektorów zostało mianowanych przez Lucjusza III, pięciu przez Aleksandra III, dwóch przez Adriana IV.

### Nieobecni
Ośmiu kardynałów było nieobecnych. Kardynałowie rzymskiego pochodzenia (Paolo Scolari, Bobo, Giacinto Bobone, Ottaviano, Pietro de Bono) prawdopodobnie pozostali w Rzymie po opuszczeniu miasta przez Lucjusza III w 1184:
- Paolo Scolari (22 września 1179) – kardynał biskup Palestriny; archiprezbiter bazyliki liberiańskiej
- Pietro de Bono CanReg (18 grudnia 1165) – kardynał prezbiter S. Susanna
- Guillaume de Champagne (marzec 1179) – kardynał prezbiter S. Sabina, arcybiskup Reims; legat papieski we Francji; przewodniczący Rady Królewskiej Francji
- Ruggiero di San Severino OSB (1180) – kardynał prezbiter S. Eusebio; arcybiskup Benewentu
- Giacinto Bobone (23 grudnia 1144) – kardynał diakon S. Maria in Cosmedin; protodiakon Świętego Kolegium Kardynałów
- Bobo (18 grudnia 1182) – kardynał diakon S. Angelo in Pescheria
- Ottaviano di Paoli (18 grudnia 1182) – kardynał diakon Ss. Sergio e Bacco
- Gerardo CanReg (18 grudnia 1182) – kardynał diakon S. Adriano; wikariusz Rzymu

Czterech nieobecnych mianował Aleksander III, trzech Lucjusz III, jednego Adrian IV a jednego Lucjusz II.

## Wybór Urbana III
Obecni w Weronie kardynałowie od razu w dniu śmierci Lucjusza III przystąpili do wyboru jego następcy. Jeszcze tego samego dnia jednogłośny wybór padł na kardynała Uberto Crivelli, od niedawna arcybiskupa Mediolanu. Elekt, zaliczający się do frakcji radykalnie antycesarskiej, przyjął wybór i przybrał imię Urban III. Mimo wyboru na Stolice Piotrową aż do śmierci pozostał także arcybiskupem Mediolanu, chcąc uniemożliwić w ten sposób pobieranie cesarzowi dochodów z tej archidiecezji przysługujących mu w czasie wakatu. Inauguracja pontyfikatu odbyła się 1 grudnia 1185.